# Mitchell-River-Nationalpark (Western Australia)
Der 1153 km² große Mitchell-River-Nationalpark in der Kimberleyregion befindet sich in Western Australia, Australien. Der Nationalpark liegt 350 km nordöstlich von Derby und 270 km nordwestlich von Wyndham. Das Mitchell Plateau im Mitchell-River-Nationalpark und der durch ihn fließende Mitchell River wurden 1921 von W. R. Eastmann nach dem australischen Ministerpräsidenten von Western Australia Sir James Mitchell benannt.

## Park
Der Park kann nur entlang des Mitchell Plateau Tracks von der Kalumburu Road aus mit allradangetriebenen Fahrzeugen befahren werden. Er gehört der Ngauwudu Management Area. Im Park leben drei Aboriginal-People, die Worrora, Wunambal-Gaambera und Ngarinyin.
Der Mitchell Wasserfall und der Surveyors Pool (Schwimmteich) sind die bemerkenswertesten Naturereignisse im Nationalpark. Zum 80 Meter hohen Mitchell Falls muss dem Mertens Creek gefolgt werden. Von dort aus kann auf einem mit Steinen markierten Wanderweg der Little Merten Falls aufgesucht werden, an dessen Fuß ein Bad genommen werden kann.
Der Surveyor Pool ist in einem Sandsteinvorkommen eingegraben. Der Pool mit Trinkwasserqualität liegt 24 km nördlich eines Bergarbeitercamps an der Port Warrender Road. Zu ihm kann man lediglich bis auf 4 km mit Fahrzeugen heranfahren, der Rest ist Fußweg.

## Flora und Fauna
Im Park befinden sich etwa 50 Säugetier-, 220 Vogel- und 86 Reptilien- und Amphibienarten sowie das Salzwasserkrokodil und Schlangenarten wie Mulgaschlange (Pseudechis australis) und eine Taipan-Art. In der Parklandschaft dominieren Eukalyptusbäume und Sträucher.
Durch den Park fließt der Mitchell River, der in der Nähe von Port Warrender in die Walmsley Bay, eine Nebenbucht des Admiralty Gulf, und in den Indischen Ozean mündet. Der Fluss gräbt sich durch Täler aus rötlichem Sandstein und stürzt über Wasserfälle entlang des Mitchell Plateaus. In einigen Gebieten des Plateaus wachsen in den Kimberley endemischen Fächerpalmen (Livistona eastonii) auf rotgefärbtem Laterit.